# Agamenón (nombre)
Agamenón es un nombre propio masculino de origen griego en su variante en español. Proviene del griego antiguo Ἀγαμέμνων (Agamémnôn), de άγαν (partícula superlativa) y μέμνων ( de μένω, permanecer), que significa "muy resuelto, firme, obstinado".
Agamenón es uno de los más distinguidos héroes de la mitología griega, cuyas aventuras se narran en la Ilíada de Homero. Hijo del rey Atreo de Micenas y la reina Aérope, y hermano de Menelao, no está claro debido a la antigüedad de las fuentes si es un personaje histórico o puramente mítico.

## Variantes en otros idiomas
| Variantes en otras lenguas | Variantes en otras lenguas |
| -------------------------- | -------------------------- |
| Español                    | Agamenón                   |
| Alemán                     | Agamemnon                  |
| Árabe                      | أجاممنون (Agamemnon)       |
| Búlgaro                    | Агамемнон (Agamemnon)      |
| Catalán                    | Agamèmnon, Agamenó         |
| Checo                      | Agamemnón                  |
| Danés                      | Agamemnon                  |
| Eslovaco                   | Agamemnón                  |
| Esperanto                  | Agamemno                   |
| Estonio                    | Agamemnon                  |
| Euskera                    | Agamemnon                  |
| Finlandés                  | Agamemnon                  |
| Francés                    | Agamemnon                  |
| Gallego                    | Agamenón                   |
| Griego                     | Ἀγαμέμνων (Agamémnôn)      |
| Hebreo                     | אגממנון (Agamemnon)        |
| Holandés                   | Agamemnon                  |
| Húngaro                    | Agamemnón                  |
| Inglés                     | Agamemnon                  |
| Islandés                   | Agamemnon                  |
| Italiano                   | Agamennone                 |
| Latín                      | Agamemnon                  |
| Lituano                    | Agamemnonas                |
| Noruego                    | Agamemnon                  |
| Polaco                     | Agamemnon                  |
| Portugués                  | Agamemnon                  |
| Rumano                     | Agamemnon                  |
| Ruso                       | Агамемнон (Agamemnon)      |
| Serbio                     | Агамемнон (Agamemnon)      |
| Sueco                      | Agamemnon                  |
| Turco                      | Agamemnon                  |